# Maytime (film 1923)

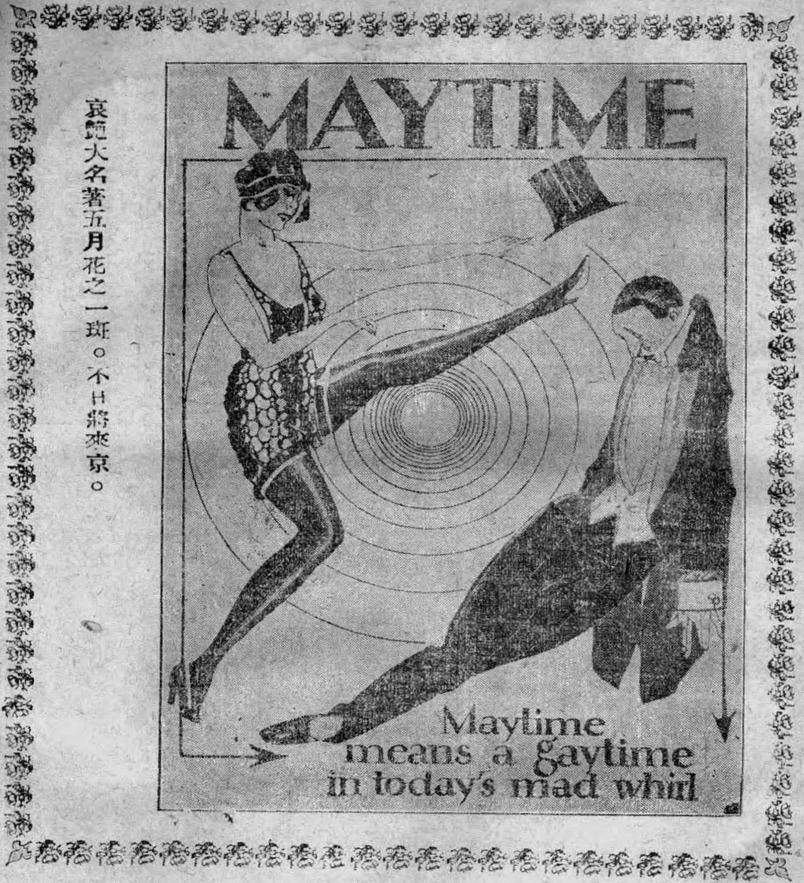
Annuncio bilingue in lingua cinese Screen Weekly (gennaio 1925)

Maytime (lett. Primavera) è un film drammatico muto statunitense del 1923 diretto da Louis J. Gasnier e interpretato da Ethel Shannon, Harrison Ford, William Norris e Clara Bow, quest'ultima in una delle sue prime interpretazioni. Il film è basato sull'omonimo musical composto da Sigmund Romberg, che a sua volta si basa sulla sceneggiatura di Rida Johnson Young. Un altro film con lo stesso nome, anch'esso basato sul musical, fu realizzato nel 1937.

## Trama
Ottilie Van Zandt è innamorata di Richard Wayne, figlio del giardiniere, ma viene costretta a sposare suo cugino.
Richard se ne va, promettendole di tornare da uomo ricco e pretendente ideale. Al suo ritorno, tuttavia, la trova già sposata, e impulsivamente sposa un'altra ragazza.
Due generazioni dopo, i nipoti di Ottilie e Richard, che ne avranno ereditato anche i nomi, si conosceranno e costruiranno un'amicizia intima, che sfocerà in una storia d'amore, la quale fu intrapresa senza successo dai loro nonni anni prima.

## Restauro
Considerato per anni un film perduto, una stampa incompleta del film è stata ritrovata nel 2009 nella Cineteca della Nuova Zelanda e sottoposta a restauro. Sono sopravvissuti quattro dei 7 rulli originali. Il film, di pubblico dominio, è disponibile per la visione sul sito web della National Film Preservation Foundation.